# El Líder de San Antonio
El Líder de San Antonio (también conocido como El Líder) es un periódico chileno de carácter local, editado en la ciudad de San Antonio, capital de la provincia de San Antonio, en la Región de Valparaíso.
El periódico fue fundado el 8 de abril de 1995, y desde sus inicios ha informado a la población de la zona acerca de los principales acontecimientos ocurridos en la provincia, el país y el mundo.
La publicación pertenece a la Empresa El Mercurio de Valparaíso S.A.P., y además es miembro de la Asociación Nacional de la Prensa. Asimismo, es miembro de la cadena de Medios Regionales (perteneciente a El Mercurio).

## Historia
El 8 de abril de 1988 comenzó la historia del diario El Líder, cuando apareció por primera vez bajo el nombre de El Líder Provincial en los quioscos de San Antonio. Su primera portada titulaba "S.E. inaugura planta en Coresa". Desde ese momento circuló todos los martes y viernes con un valor de 35 pesos de la época. Con el pasar del tiempo, logró ser publicado todos los días, corvintiéndose así en el primer diario de San Antonio, ganándose un importante sitial dentro de los medios de comunicación de la zona. El director de ese entonces era Pedro Marinkovic Valenzuela y los representantes legales eran Pedro y Cheryl Betancourt Córdova; en el área de diseño trabajaba Ricardo Cerda Gómez y el gerente general de aquella época era Jorge Betancourt Carrasco.
Dentro de sus páginas llevaba todos los temas de interés para la ciudad, tanto deportivos, sociales y políticos como policiales, y así duró hasta el 31 de marzo de 1995, último día que circulaba por las calles. Aquella fue su publicación número 1862. En aquella última portada, El Líder Provincial tituló "Cumple su etapa al servicio de San Antonio", y dentro de sus páginas se publicaron distintas cartas de agradecimiento de autoridades y personas de la comuna por la labor realizada durante tantos años. 
Así terminaba el ciclo de El Líder Provincial, a cargo de la empresa Comunicaciones Maipo Ltda., y comenzaba la era de El Líder a cargo de la empresa El Mercurio de Valparaíso S.A.P. "El nuevo diario El Líder nace para sumarse e integrarse a las tareas que están pendientes en San Antonio y en la provincia, y que forman parte de un gran proyecto, que apunta a colocar a este puerto en uno de los más eficientes del país", con estas palabras iniciaba la primera editorial del medio naciente.

### Recambio
Tras su cierre el 31 de marzo de 1995, el 8 de abril del mismo año aparece El Líder con su portada en colores y con el titular "Gran nocaut a Valparaíso". Pero no comenzó de cero, sino de sus ediciones de su antecesor, esto quiere decir que en vez de comenzar con el número uno continuó con la publicación número 1863.

## Logotipos
- 1995-2001: El texto El Líder aparece en letra Helvética de color negra; la e era mayúscula con una imagen de un pelícano en un círculo naranja.
- 2001-Actualidad: El texto El Líder aparece con letras de color negra; la e y la l son mayúsculas y abajo en una franja azul aparece la dirección en Internet del periódico.